# 日本ノハム協会
日本ノハム協会（にほんノハムきょうかい）は、2020年2月に設立された SDGs 経営支援サービスを行う 一般社団法人 。

## 活動
- 「サステナブル成長診断」企業のSDGs取り組みを分析/提案/PR
- 「SDGs経営セミナー」社内アンケート調査/ SDGs経営ワークショップ / セミナー / コンサルティング
- 「サステナブル・トランスフォーメーション・サービス」企業のサステナビリティを改善、向上させるための中期コンサルティング
- 「サステナビリティ・コミュニケーションデザイン」企業のホームページや統合報告書のサステナビリティ領域の分析、評価、改善提案、監修など

## パートナーシップ
- ソフトバンク法人パートナープログラム「ONE SHIP加盟 / SDGsの視点からIT業界と連携

## 理事/顧問
- 代表理事　　神田 尚子
- 専務理事　　筒井 隆司（前WWF(公益財団法人 世界自然保護基金ジャパン)事務局長）
- 理事　　　　福地 茂雄氏（元アサヒビール社長会長/元NHK会長）
- 理事　　　　山田 啓二氏（前京都府知事）
- 理事　　　　吉川 元偉氏（前国連大使/国際基督教大学特別招聘教授/神田外語大学客員教授）
- 理事　　　　門上 武司氏（フードコラムニスト/あまから手帖編集顧問）
- 理事　　　　和田 有史氏（立命館大学食マネジメント学部教授）
- 顧問　　　　小西 郁生氏（京都大学医学部名誉教授）
- 顧問　　  　 宗田 好史氏（京都府立大学教授 前副学長・和食文化研究センター長/「KES・環境マネジメントシステム・スタンダード」監修/国際記念物遺跡会議(ICOMOS)国内委員会理事 / 京都府農業会議専門会議専門委員 / 京都市景観まちづくりセンター理事 / (特)京都府地球温暖化防止活動推進センター理事 / (特)京町家再生研究会理事）
- 特別顧問　　コシノ ジュンコ氏（世界デザイナー）
- 諮問委員　　西川 恵氏（ジャーナリスト）
- 諮問委員　　笹谷 秀光氏（元農林水産省　CSR/SDGsコンサルタント）
- 諮問委員　　藤田 裕之氏（元京都市副市長、レジリエント・シティ京都市統括監、京都市国際交流会館館長）
- 諮問委員　　田中 安比呂氏（世界文化遺産 賀茂別雷神社 第204代宮司）

## 関連書籍
- 神田尚子『最先端のSDGs 「ノハム」こそが中小企業の苦境を救う』サンクチュアリ出版、2020年
- 筒井隆司『2040年からの提言』大学教育出版社　2023年1月刊